# Mohamed Tahar Fergani
Mohamed Tahar Fergani (9 de mayo de 1928  en Constantina - 7 de diciembre de 2016 en París) fue un cantante, compositor y músico argelino Sultan Malouf de Constantina. Es considerado el decano de la música andaluza conocido como el malouf.

## Carrera
Mohamed Tahar Fergani descendió de una familia artística. Su padre, Sheikh Hamo, era un conocido cantante y compositor en la impresión de Al-Hawzi. Mohamed Tahar Fergani comenzó a dominar los estilos artísticos populares en su ciudad natal de Constantino. El artista comenzó su carrera tocando la flauta antes de unirse a la asociación "Dawn Dawn", donde aprendió los principios del Tarab Oriental. Pudo interpretar con su voz cálida y fuerte los poemas de Umm Kulthum y Mohammed Abdel Wahab. En 1951, Banabah ganó el primer premio en un concurso musical, después de lo cual grabó su primer álbum, declarándose un cantante y profesor popular en la impresión de los libros. Hoy, Mohamed ha sido reconocido como un maestro de Malouf, gracias a su extraordinaria actuación. Se distingue por su habilidad para interpretar sus canciones en cuatro grupos de ocho octavas y por "interpretar canciones tradicionales de una manera equilibrada que encanta a su público. Amplio y ancho ". "Tahar" se caracteriza por su agudo sentido musical, su genio único para la improvisación, su rico estilo y su creatividad en el violín, establecida por la Escuela Malouf desde hace más de medio siglo. Haj Farkani ha ganado muchos premios, ha sido honrado a nivel nacional e internacional y sigue siendo una de las mayores referencias a la auténtica música argelina.

## Muerte
El Decano del Arte de Malouf, Mohamed Tahar Fergani, murió después de un conflicto con la enfermedad a la edad de 88 años, en un hospital de la capital francesa, París. Tahar Fergani había sido trasladado a París durante seis meses para el tratamiento de un problema de salud. Regresó a Argelia en los últimos días, pero su estado empeoró y regresó a París el 7 de diciembre de 2016.
Su cuerpo llegó a Argelia en un avión privado de la Fuerza Aérea argelina y al funeral de cientos de Constantino, después de las oraciones del viernes 9 de diciembre de 2016 a su último lugar de descanso y fue enterrado en el cementerio central. El cementerio contó con la presencia del Primer Ministro Abdelmalek Salal, el ministro de Cultura Izzedine Mihoubi y las autoridades estatales Civiles y militares en un ambiente majestuoso.